# Желько Штуранович
Желько Штурановіч (чорн. Željko Šturanović, Жељко Штурановић; нар. 31 січня 1960, Никшич, СРЧ, СФРЮ — пом. 30 червня 2014, Париж, Франція) — чорногорський політик, прем'єр-міністр Чорногорії з 10 листопада 2006 по 29 лютого 2008.

## Біографія
Закінчив юридичний факультет Університету Чорногорії (1983), працював керівником юридичної служби однієї з чорногорських радіостанцій. У 1993 році був обраний від Демократичної партії соціалістів Чорногорії в Союзний парламент Сербії і Чорногорії, потім переобраний повторно, деякий час очолював парламентську фракцію своєї партії. У 2001 році зайняв пост міністра юстиції Чорногорії.
У 2006 році у зв'язку з відставкою прем'єр-міністра Міло Джукановича був запропонований правлячою Демократичною партією соціалістів Чорногорії на пост голови уряду і благополучно обраний голосуванням депутатів Парламенту Чорногорії (42 голоси «за», 28 голосів «проти»). За час дії своїх повноважень підписав від імені Чорногорії договір про початок Процесу стабілізації та асоціації з Європейським Союзом.
У 2008 році подав у відставку за станом здоров'я.